# 普拉主教座堂

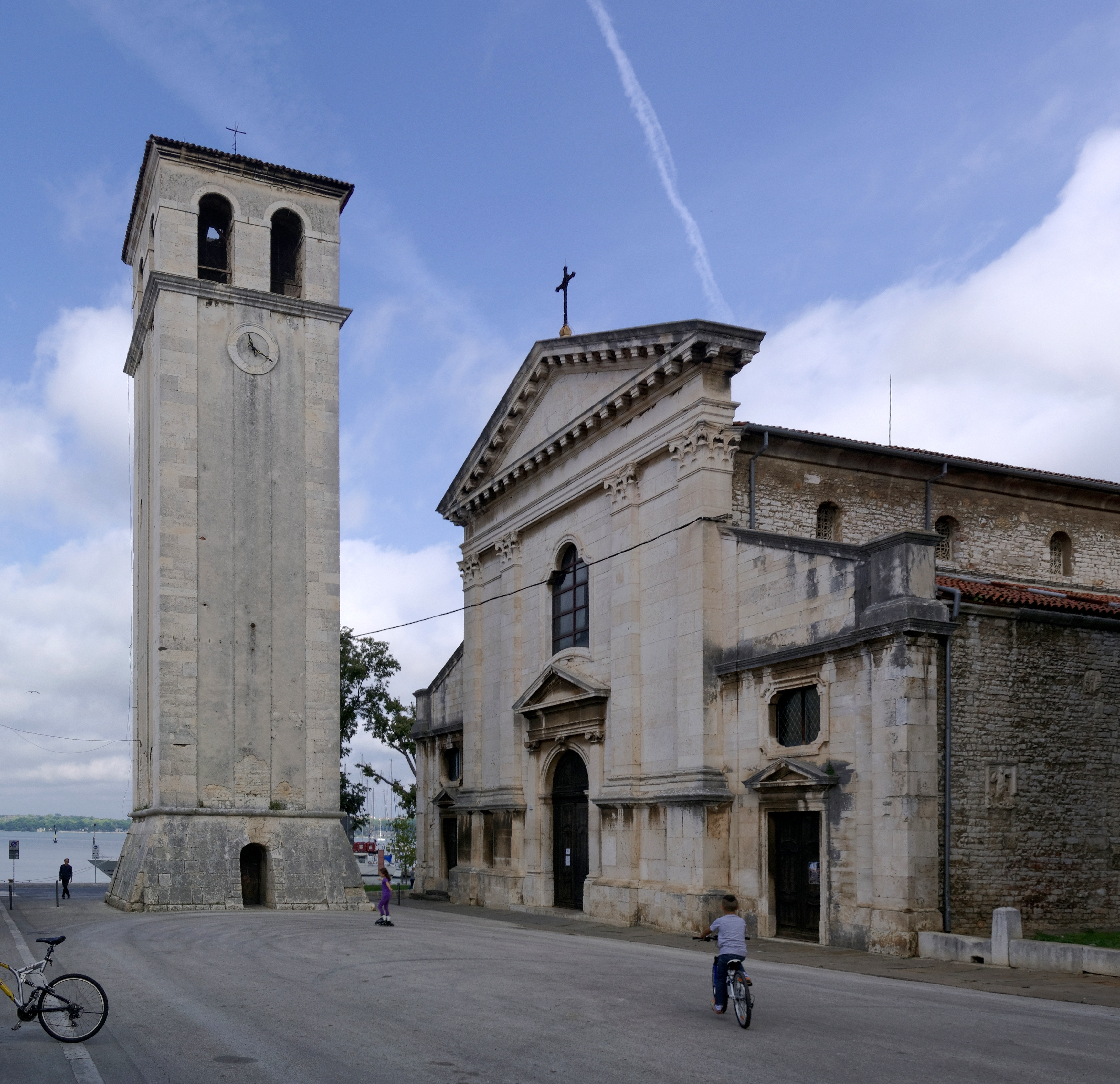
普拉主教座堂全景

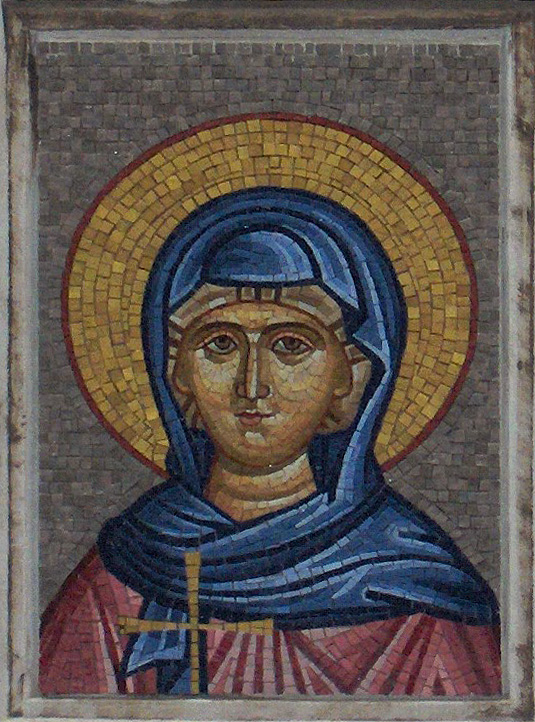
Mosaic of Virgin Mary at the Pula Cathedral

聖母升天共同主教座堂又稱為普拉主教座堂是克羅埃西亞天主教波雷奇暨普拉教區的主教座堂。教堂在二戰期間曾遭到毀壞但於戰後得到修復。

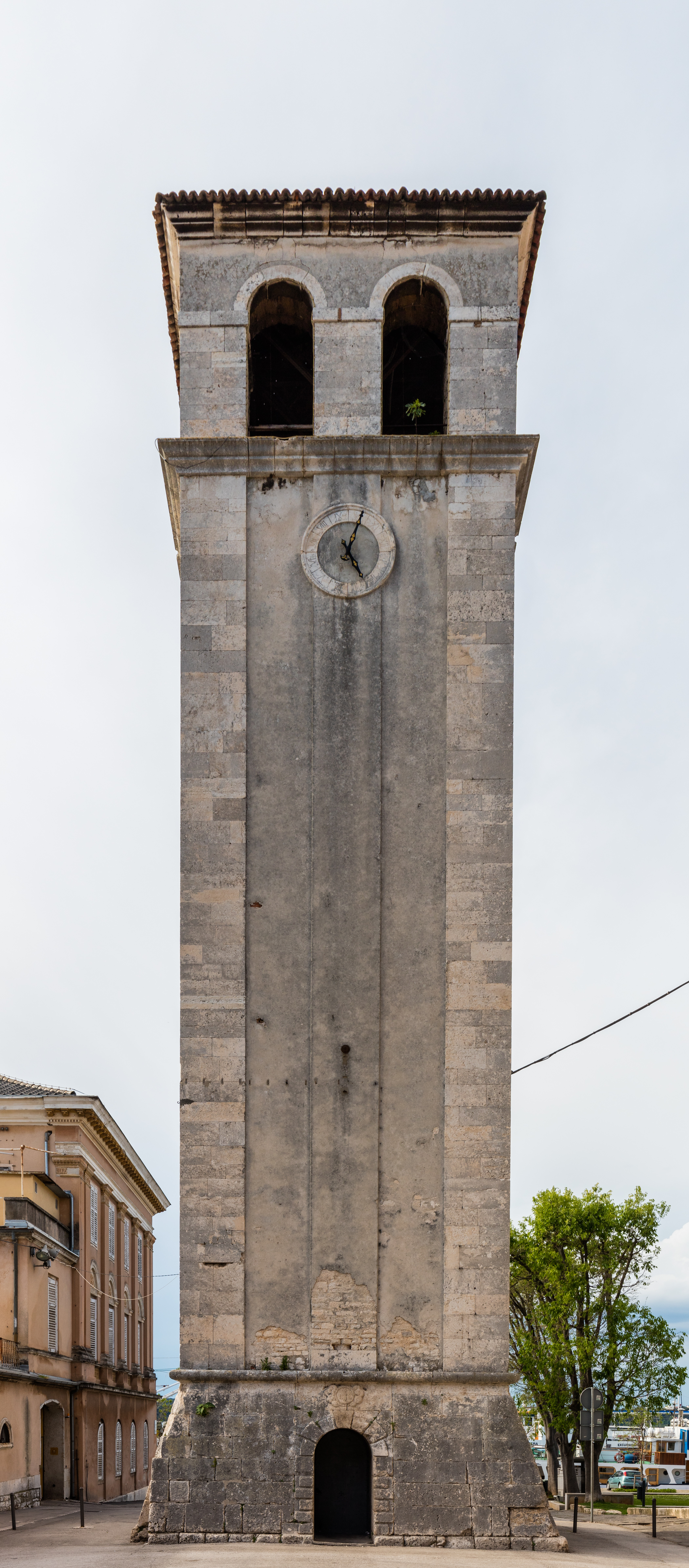
.主教座堂塔樓

## 外部連結
- List of bishops （页面存档备份，存于） at the Diocese of Poreč-Pula website （克羅埃西亞文）